# 科穆纳尔卡区
科穆纳尔卡区（俄語：район Коммунарка）是莫斯科新莫斯科行政区的一区，面积95.80平方公里，人口167,600人。该区是在2024年5月8日由多个行政村合并而来的。